# 東洋英和女学院大学
東洋英和女学院大学（とうようえいわじょがくいんだいがく、英語: Toyo Eiwa University）は、神奈川県横浜市緑区三保町32に本部を置く日本の私立大学。1884年創立、1989年大学設置。大学の略称は東洋英和。

## 概観
女子大学であり、首都圏西部大学単位互換協定会、横浜市内大学間単位互換制度の協定校の一つ。また、近隣の神奈川県立霧が丘高等学校とさまざまな交流が行われている。

## 沿革
学校法人東洋英和女学院の来歴、東洋英和女学院中学部・高等部、東洋英和女学院大学短期大学部の沿革等も参照のこと
- 1884年（明治17年） - 東洋英和女学校開校
- 1934年（昭和9年） - 財団法人東洋英和女学校設立認可。創立50周年記念式典挙行。「東洋英和女学校校歌」を制定
- 1941年（昭和16年） - 東洋永和女学校と改称
- 1945年（昭和20年） - 院制を施行し東洋永和女学院と改称
- 1946年（昭和21年） - 東洋英和女学院と改称
- 1950年（昭和25年） - 東洋英和女学院短期大学開学
- 1951年（昭和26年） - 財団法人を学校法人に改組
- 1984年（昭和59年） - 学院創立100周年記念式典挙行
- 1989年（平成元年） - 横浜校地に東洋英和女学院大学開学。人文学部人間科学科、社会科学科の1学部2学科を設置
- 1993年（平成5年） - 六本木校地に夜間の大学院を開学。人間科学研究科、社会科学研究科の2研究科を設置
- 1995年（平成7年） - 大学改組により人間科学部・社会科学部を設置。東洋英和女学院短期大学を東洋英和女学院大学短期大学部（以下、短期大学部）に改称
- 1997年（平成9年） - 人間科学部に人間福祉学科を開設。生涯学習センターを開設。短期大学部を募集停止
- 1998年（平成10年） - 短期大学部を廃止
- 2001年（平成13年） - 社会科学部社会科学科を国際社会学部国際社会学科に名称変更
- 2002年（平成14年） - 大学院人間科学研究科に博士後期課程を開設
- 2003年（平成15年） - 大学院の社会科学研究科を国際協力研究科に名称変更。人間科学研究科に人間科学専攻幼児教育コースを開設。死生学研究所、現代史研究所を設置
- 2007年（平成19年） - 人間科学部人間科学科に人間文化専攻、臨床心理・社会心理専攻、保育子ども専攻を、国際社会学部国際社会学科に国際コミュニケーション専攻、社会システム専攻を設置。保育子ども研究所を設置
- 2009年（平成21年） - 東洋英和楓の会設立
- 2010年（平成22年） - 人間科学部を人間科学科、保育子ども学科に、国際社会学部を国際社会学科、国際コミュニケーション学科に改組。メディア・コミュニケーション研究所を設置
- 2014年（平成26年） - 学院創立130周年・大学開学25周年・東洋英和幼稚園創立100周年記念式典を挙行
- 2019年（令和元年） - 学院創立135周年・大学開学30周年記念式典を挙行

## 教育および研究

### 組織

#### 学部
- 人間科学部
  - 人間科学科
    - 心理科学専攻
    - 教育・人間学専攻

  - 保育子ども学科
- 国際社会学部
  - 国際社会学科
  - 国際コミュニケーション学科

#### 大学院
社会人・大学新卒者の両方を対象にした男女共学の大学院であり、講義は平日夜間と土曜日に六本木校地（東京都港区）の大学院棟で行っている。
- 人間科学研究科（2020年度より）
  - 人間科学専攻（修士課程）
    - 人間科学領域
      - 教育学分野
      - 死生学分野

    - 臨床心理学領域
    - 幼児教育・発達臨床学領域

  - 人間科学専攻（博士後期課程）
    - 人間科学領域
    - 臨床心理学領域
- 人間科学研究科（2020年度まで）
  - 人間科学専攻（修士課程）
    - 人間科学領域
      - 発育・発達学分野
      - 社会・社会福祉学分野
      - 教育学分野
      - 宗教学分野
      - 死生学分野

    - 臨床心理学領域
    - 幼児教育コース

  - 人間科学専攻（博士後期課程）
    - 人間科学領域
    - 臨床心理学領域
- 国際協力研究科
  - 国際協力専攻（修士課程）（以下のコースは2020年度入学生より適用）
    - サステイナブル国際協力コース
    - 国際政治経済·地域研究コース

#### 研究所
- 死生学研究所
- 現代史研究所
- 保育子ども研究所
- メディア・コミュニケーション研究所
- 社会技術研究所

### 教育
文部科学省に選定された教育プロジェクト
- 大学生の就業力育成支援事業（2010年選定）
  - 「女子就業力」を伸ばす実学的専門教育
- 学生支援推進プログラム（学生支援GP）（2009年選定）
  - 卒業生活用による就職の早期意識化と基礎学力強化による就職支援
- 資質の高い教員養成推進プログラム（教員養成GP）（2006年選定）
  - 経験・省察・連携による教員養成

## 学生生活
- 学園祭は「かえで祭」と称し、11月3日の文化の日前後に開催することが多い。六本木の中高部の文化祭「楓祭」と区別するため、ひらがなで表記している。

## 学内奨学金
給付型
- 東洋英和女学院大学かえで給費奨学金

減免型
- スカラシップ特別入試（スカラシップ生合格者）
- 公募制推薦入試（スカラシップ生合格者）

貸与型
- 東洋英和女学院大学奨学金

## 対外関係

### 他大学との協定
横浜市内大学間単位互換（横浜市内大学間学術・教育交流協議会）
- 神奈川大学
- 関東学院大学
- 國學院大学
- 鶴見大学
- 桐蔭横浜大学
- 東京都市大学（一部の学部）
- フェリス女学院大学
- 明治学院大学（一部の学部）
- 横浜国立大学
- 横浜商科大学
- 横浜市立大学

横浜市内大学図書館コンソーシアム（横浜市内大学間学術・教育交流協議会）
- 神奈川大学図書館
- 関東学院大学図書館
- 慶應義塾大学日吉メディアセンター
- 鶴見大学図書館
- 桐蔭横浜大学大学情報センター
- フェリス女学院大学附属図書館
- 明治学院大学横浜校舎図書館
- 横浜国立大学附属図書館
- 横浜商科大学図書館
- 横浜市立大学学術情報センター

国際・学術交流等協定校
 アメリカ合衆国
- サンディエゴ州立大学（カリフォルニア州）

 トルコ
- イエディテペ大学（イスタンブール）

 イタリア
- サレント大学（レッチェ）

 タイ
- チエンマイ大学（ムアンチエンマイ郡）
- チュラーロンコーン大学（バンコク）

 韓国
- 中央大学校（ソウル特別市・安城）
- 梨花女子大学校（ソウル特別市）

大学院の単位互換協定
- 人間科学研究科人間科学専攻人間科学領域死生学関連分野は上智大学大学院実践宗教学研究科死生学専攻と単位互換の協定を締結している
- 国際協力研究科国際協力専攻は早稲田大学大学院社会科学研究科と単位互換の協定を締結している

## 大学関係者と組織
- 大学同窓会の名称は「楓美会（ふうびかい）」